# Agronômica (Florianópolis)
A Agronômica é um bairro da cidade brasileira de Florianópolis, capital do estado de Santa Catarina. Está situado na porção do município situada na Ilha de Santa Catarina, ao norte do Morro da Cruz, entre os bairros da Trindade e o Centro.
Na Agronômica está situado o Palácio da Agronômica, residência oficial do governador do Estado.
No bairro também se encontra o Hospital Infantil Joana de Gusmão e o Hospital Nereu Ramos, a 6ª DP (Delegacia de Proteção à Mulher, ao Menor e ao Adolescente), a Escola de Educação Básica Padre Anchieta e também a Penitenciária de Florianópolis. 
O nome é originário do fato de ter-se instalado lá a Associação dos Engenheiros Agrônomos de Santa Catarina.